# اتو ووگل
اتو ووگل (انگلیسی: Otto Vogl; ۶ نوامبر ۱۹۲۷ – ۲۷ آوریل ۲۰۱۳ (۸۵ ساله)) شیمی‌دان در زمینه دانش بسپار اهل ایالات متحده آمریکا بود.

## افتخارات
وی همچنین برندهٔ جوایزی همچون برنامه فولبرایت شده‌است.